# Campeonato Mundial de Gimnasia Artística de 2007
El XL Campeonato Mundial de Gimnasia Artística se celebró en Stuttgart (Alemania) entre el 1 y el 9 de septiembre de 2007 bajo la organización de la Federación Internacional de Gimnasia (FIG) y la Unión Alemana de Gimnasia.
Las competiciones se llevaron a cabo en el pabellón Hanns Martin Schleyer con capacidad para 15.000 espectadores.

## Países participantes
Se contó con la presencia de 546 gimnastas (300 hombres y 246 mujeres) de 91 federaciones nacionales afiliadas a la FIG.
| África (UAG)                                                                                   | América (PAGU) | Asia (AGU) | Europa (UEG) | Oceanía                             |
| ---------------------------------------------------------------------------------------------- | --- | --- | --- | ----------------------------------- |
| Argelia (3/-) · Egipto (3/2) · Marruecos (2/-) · Namibia (-/2) · Sudáfrica (2/3) · Túnez (1/-) | Argentina (3/3) · Bahamas (1/-) · Brasil (7/7) · Canadá (7/7) · Chile (1/3) · Colombia (3/3) · El Salvador (1/-) · Ecuador (2/-) · Estados Unidos (7/7) · México (3/7) · Puerto Rico (6/2) · Venezuela (2/3) | China (7/7) · Corea del Sur (6/6) · Corea del Norte (3/6) · Filipinas (1/-) · Hong Kong (2/1) · Irán (3/-) · Japón (6/2) · Jordania (3/-) · Kazajistán (7/2) · Kuwait (3/-) · Kirguistán (-/1) · Malasia (3/-) · Catar (1/1) · Singapur (-/3) · Sri Lanka (3/-) · Siria (1/-) · Tailandia (2/1) · China Taipéi (3/2) · Uzbekistán (3/3) · Vietnam (2/2) · Yemen (3/-) | Albania (2/1) · Alemania (7/7) · Armenia (2/-) · Austria (3/3) · Azerbaiyán (1/-) · Bélgica (3/3) · Bielorrusia (6/6) · Bulgaria (6/6) · Chipre (2/-) · Croacia (3/1) · Dinamarca (3/2) · Eslovaquia (1/3) · Eslovenia (3/3) · España (7/7) · Estonia (-/1) · Finlandia (3/3) · Francia (7/7) · Georgia (1/-) · Grecia (7/7) · Hungría (3/3) · Irlanda (3/-) · Islandia (2/2) · Israel (3/2) · Italia (7/7) · Letonia (6/-) · Lituania (3/3) · Luxemburgo (1/1) · Noruega (3/3) · Países Bajos (7/7) · Polonia (3/6) · Portugal (7/3) · Reino Unido (7/7) · República Checa (3/7) · Rumania (7/7) · Rusia (7/7) · Serbia (2/-) · Suecia (1/2) · Suiza (7/7) · Turquía (-/1) · Ucrania (7/7) | Australia (7/7) Nueva Zelanda (2/-) |

## Resultados

### Masculino
| Evento                         | Oro                                                                        | Plata                                                                                                   | Bronce |
| ------------------------------ | -------------------------------------------------------------------------- | --- | --- |
| Concurso completo ind. (07.09) | Wei Yang China 93,675 pts.                                                 | Fabian Hambüchen · Alemania · 92,200 pts.                                                               | Hisashi Mizutori Japón 91,400 pts.                                                                                          |
| Suelo (08.09)                  | Diego Hypólito · Brasil · 16,150                                           | Gervasio Deferr · España · 15,950                                                                       | Hisashi Mizutori Japón 15,650                                                                                               |
| Caballo con arcos (08.09)      | Qin Xiao China 16,300                                                      | Krisztián Berki · Hungría · 15,700                                                                      | Louis Smith Reino Unido 15,600                                                                                              |
| Anillas (08.09)                | Yibing Chen China 16,700                                                   | Yuri van Gelder · Países Bajos · 16,625                                                                 | Yordan Jovchev Bulgaria 16,577                                                                                              |
| Salto de potro (09.09)         | Leszek Blanik · Polonia · 16,512                                           | Daniel Popescu Rumania 16,500                                                                           | Se Gwang Ri Corea del Norte 16,387                                                                                          |
| Paralelas (09.09)              | Mitja Petkovšek Eslovenia / Dae Eun Kim Corea del Sur 16,250               | | Anton Fokin Uzbekistán 16,200                                                                                               |
| Barra fija (09.09)             | Fabian Hambüchen · Alemania · 16,250                                       | Aljaž Pegan Eslovenia 15,825                                                                            | Hisashi Mizutori Japón 15,775                                                                                               |
| Concurso por equipos (06.09)   | China 281,900 Yang Wei Huang Xu Chen Yibing Xiao Qin Zou Kai Liang Fuliang | Japón Hisashi Mizutori Hiroyuki Tomita Yosuke Hoshi Makoto Okiguchi Takuya Nakase Shun Kuwahara 277,025 | Alemania · Fabian Hambüchen · Eugen Spiridonov · Robert Juckel · Marcel Nguyen · Thomas Angergassen · Philipp Boy · 273,525 |

### Femenino
| Evento                         | Oro | Plata                                                                        | Bronce |
| ------------------------------ | --- | ---------------------------------------------------------------------------- | --- |
| Concurso completo ind. (07.09) | Shawn Johnson Estados Unidos 61,875 pts.                                                                     | Steliana Nistor Rumania 60,625 pts.                                          | Jade Barbosa · Brasil / · Vanessa Ferrari · Italia · 60,550 pts.                                               |
| Suelo (09.09)                  | Shawn Johnson Estados Unidos 15,250                                                                          | Alicia Sacramone Estados Unidos 15,225                                       | Cassy Véricel Francia 15,125                                                                                   |
| Salto de potro (08.09)         | Fei Cheng China 15,937                                                                                       | Su Jong Hong Corea del Norte 15,812                                          | Alicia Sacramone Estados Unidos 15,412                                                                         |
| Barras asimétricas (08.09)     | Ksenia Semenova Rusia 16,350                                                                                 | Anastasia Liukin Estados Unidos 16,300                                       | Yilin Yang China 16,150                                                                                        |
| Barra (09.09)                  | Anastasia Liukin Estados Unidos 16,025                                                                       | Steliana Nistor Rumania / Shanshan Li China 15,900                           | |
| Concurso por equipos (05.09)   | Estados Unidos Shawn Johnson Alicia Sacramone Nastia Liukin Shayla Worley Samantha Peszek Ivana Hong 184,400 | China Cheng Fei Jiang Yuyuan Yang Yilin Li Shanshan Xiao Sha He Ning 183,450 | Rumania Steliana Nistor Sandra Izbașa Catalina Ponor Daniela Druncea Cerasela Patrascu Andreea Grigore 178,100 |

## Medallero
| Núm. | País            | Oro | Plata | Bronce | Total |
| ---- | --------------- | --- | ----- | ------ | ----- |
| 1    | China           | 5   | 2     | 1      | 8     |
| 2    | Estados Unidos  | 4   | 2     | 1      | 7     |
| 3    | Alemania        | 1   | 1     | 1      | 3     |
| 4    | Eslovenia       | 1   | 1     | 0      | 2     |
| 5    | Brasil          | 1   | 0     | 1      | 2     |
| 6    | Corea del Sur   | 1   | 0     | 0      | 1     |
| 6    | Polonia         | 1   | 0     | 0      | 1     |
| 6    | Rusia           | 1   | 0     | 0      | 1     |
| 9    | Rumania         | 0   | 3     | 1      | 4     |
| 10   | Japón           | 0   | 1     | 3      | 4     |
| 11   | Corea del Norte | 0   | 1     | 1      | 2     |
| 12   | España          | 0   | 1     | 0      | 1     |
| 12   | Hungría         | 0   | 1     | 0      | 1     |
| 12   | Países Bajos    | 0   | 1     | 0      | 1     |
| 15   | Bulgaria        | 0   | 0     | 1      | 1     |
| 15   | Francia         | 0   | 0     | 1      | 1     |
| 15   | Italia          | 0   | 0     | 1      | 1     |
| 15   | Reino Unido     | 0   | 0     | 1      | 1     |
| 15   | Uzbekistán      | 0   | 0     | 1      | 1     |
|      | TOTAL           | 15  | 14    | 14     | 43    |